# Рястка торочкувата
Рястка торочкувата (Ornithogalum fimbriatum) — вид рослин з родини холодкових (Asparagaceae), поширений на півдні Європи та в Туреччині.

## Опис
Багаторічна трав'яниста рослина від 5 до 15 см заввишки. Листки на нижній поверхні (іноді тільки на краях) волосисті, 3–7 мм шириною. Листочки оцвітини 10–18 мм довжиною, із середньою зеленою смужкою. Коробочка з попарно зближеними вузько-крилатими ребрами.

## Поширення
Поширений на півдні Європи та в Туреччині.
В Україні вид зростає в трав'янистих місцях, на степових і кам'янистих схилах, у світлих лісах — у Степу (Дніпропетровська область, Новомосковськ; Одеська область, Болград), дуже рідко; у Криму, б. м. зазвичай.